# Kvadratni kilometer
Kvadrátni kilométer (oznaka km²) je izpeljana enota SI za merjenje površin.
1 km² je enakovreden:
- površini kvadrata s stranico 1 kilometer
- 1.000.000 m²
- 100 hektarom
- 0,386.102 kvadratnim miljam (dogovor)
- 247,105.381 akrom.

Pretvorbe:
- 1 m² = 0,000.001 km²
- 1 hektar = 0,01 km²
- 1 kvadratna milja = 2,589.988 km²
- 1 aker = 0,004.047 km²

Primerjavo zemljepisnih področij podaja članek o redu velikosti 1 E6 m². Glejte tudi članek o pretvorbi enot.